# (14406) 1991 PP8
1991 بي بي 8 (ويعرف أيضًا باسم (14406) 1991 بي بي 8 وفق تسمية الكوكب الصغير) (بالإنجليزية: 1991 PP8)‏؛ هو كويكب ضمن حزام الكويكبات.
اكتُشف هذا الجُرم الفلكي بواسطة هنري هولت إي في 5 أغسطس 1991، وترتيبه 14406 من حيث الاكتشاف.

## الوصف
اكتُشف 144061991PP في 5 أغسطس 1991 في مرصد بالومار، الواقع في مقاطعة سان دييغو، كاليفورنيا في الولايات المتحدة، بواسطة عالم الفلك الأمريكي هنري هولت إي. وقد رصد المشروع 1,735 مشاهدة للكويكب إلى غاية 5 فبراير 2022 بتوقيت منطقة المحيط الهادئ، أي في مدة قدرها 12,023 يومًا (32.9 عام). تستغرق الفترة المدارية للكويكب 2,030 يومًا (5.6 عام).

## الخصائص المدارية
يتميز مدار هذا الكويكب بنصف محور رئيسي يبلغ 3.14 وحدة فلكية، وحضيض قدره 2.66 وحدة فلكية، وانحراف قدره 0.154 وزاوية ميلان 2.43 درجة بالنسبة لمسار الشمس. بسبب هذه الخصائص، أي نصف المحور الرئيسي بين 2 و3.2 وحدة فلكية وحضيض أكبر من 1,666 وحدة فلكية، يُصنف هذا الجُرم الفلكي وفقًا لقاعدة بيانات مختبر الدفع النفاث لأجرام النظام الشمسي الصغيرة كائنًا من حزام الكويكبات الرئيسي.

## الخصائص الفيزيائية
يُقدر القدر المطلق (H) لـ144061991PP بـ13.84 ووضاءته بـ0.080، مما يمكِّن تقدير قطره بـ 10.252كم. استُخلصت هذه النتائج بفضل ملاحظات مستكشف الأشعة تحت الحمراء عريض المجال (WISE)، وهو مرصد فضائي أمريكي وُضع في المدار في عام 2009 ويراقب السماء بأكملها بالأشعة تحت الحمراء، في عام 2011، نُشرت النتائج الأولى المتعلقة بالكويكبات من الحزام الرئيسي.

## وصلات خارجية
- (14406) 1991 PP8 في قاعدة بيانات مختبر الدفع النفاث لأجرام النظام الشمسي الصغيرة

- الاكتشاف · مخطط المدار ·  العناصر المدارية · المعلمات المادية

- (14406) 1991 PP8 على موقع ويكي سكاي: DSS2, SDSS, GALEX, IRAS, Hydrogen α, X-Ray, Astrophoto, Sky Map, Articles and images